# Koki Ikeda
Koki Ikeda (født 3. maj 1998) er en japansk atlet.
Han repræsenterede Japan ved sommer-OL 2020 i Tokyo, hvor han tog sølv i 20 kilometer-løbet.